# Claus Jacobi (Journalist)
Claus Jacobi (* 4. Januar 1927 in Hamburg; † 17. August 2013 ebenda) war ein deutscher Journalist. 

## Leben
Jacobi, Sohn eines Kaufmanns, war am Ende des Zweiten Weltkrieges Seekadett bei der Kriegsmarine. Am 26. Januar 1944 beantragte er die Aufnahme in die NSDAP und wurde zum 20. April desselben Jahres aufgenommen (Mitgliedsnummer 9.754.254). 1946 begann er als Volontär bei der Hamburger Allgemeinen und Welt. Vier Jahre arbeitete er bei der Wochenzeitung Die Zeit. Über 30 Jahre lang fungierte Jacobi in verschiedenen journalistischen Positionen bei großen deutschen Presseorganen: Beim Spiegel war er als politischer Korrespondent in Bonn und Washington tätig, von 1962 bis 1968 zusammen mit Johannes K. Engel dessen Chefredakteur. Im Zuge der Spiegel-Affäre wurde Jacobi gemeinsam mit Engel, Conrad Ahlers und Rudolf Augstein verhaftet und leitete mit Engel während der einhunderttägigen Haft Augsteins das Blatt, das er 1968 mit der seinerzeit ungewöhnlich hohen Abfindung von einer Million DM verließ. Nach einer eher kurzen Zeit (1969) beim Stern war er 1970 Chefredakteur bei der Welt am Sonntag und bis Ende 1998 deren Herausgeber. 1973 wechselte er als Chefredakteur zur Wirtschaftswoche, von wo er 1974 zur Welt ging und dort zum Chefredakteur und später auch Herausgeber sowie Redaktionsdirektor bei der Bild-Zeitung im Hause Springer wurde.
Bis zu seinem Tod arbeitete Jacobi als Kolumnist für die Bild-Zeitung („Mein Tagebuch“). Dort kritisierte er u. a. die in den letzten Jahren erfolgte Emanzipation von Homosexuellen. Außerdem war er Buchautor.
Im Jahr 2003 wurde er für seine langjährige Tätigkeit als Chefredakteur der Welt und Welt am Sonntag mit der Goldenen Feder ausgezeichnet.
Von 1971 bis zu ihrem Tod am 21. Februar 2012 war er mit der Malerin Heike Jacobi verheiratet. Sie war Initiatorin der „Hamburger Wünsche“ für schwerstkranke Kinder. Sowohl seine Frau als auch Claus Jacobi fanden ihre letzte Ruhestätte auf dem Friedhof Ohlsdorf in Hamburg.

## Schriften (Auswahl)
- Die menschliche Springflut, Berlin, Frankfurt am Main und Wien 1969
- Uns bleiben 100 Jahre. Ursachen und Auswirkungen der Bevölkerungsexplosion, Frankfurt am Main und Berlin 1986, ISBN 3-550-07739-4
- als Herausgeber, zusammen mit Josef Nyáry: Meine schönste Bibelstelle. Bekenntnisse gläubiger Menschen, München und Berlin 1988, ISBN 3-7766-1523-0
- als Herausgeber: Daran glaube ich. Bekenntnisse Prominenter von heute, München 1988, ISBN 3-7766-1546-X
- Fremde, Freunde, Feinde. Eine private Zeitgeschichte, Berlin und Frankfurt am Main 1991, ISBN 3-550-07804-8
- Aufbruch zwischen Elbe und Oder. Die neuen deutschen Länder, Berlin und Frankfurt am Main 1995, ISBN 3-550-07084-5
- 50 Jahre Axel-Springer-Verlag. 1946–1996, Berlin und Hamburg 1996
- Der Schokoladenkönig. Das unglaubliche Leben des Hans Imhoff, München 1997, ISBN 3-7844-2650-6
- Unsere fünfzig Jahre. Erinnerungen eines Zeitzeugen, München 1999, ISBN 3-7766-2117-6
- zusammen mit Tom Jacobi: Wo Gott wohnt. Mythische Stätten der Menschheit, München 2000, ISBN 3-7774-8780-5
- Im Rad der Geschichte. Deutsche Verhältnisse, München 2002, ISBN 3-7766-2237-7
- Der Verleger Axel Springer. Eine Biographie aus der Nähe, Herbig, München 2005, ISBN 3-7766-2440-X.